# 鴨島町牛島
鴨島町牛島（かもじまちょううしじま）は、徳島県吉野川市の大字。2010年10月1日現在の人口は2,714人、世帯数は972世帯。郵便番号は〒776-0001。

## 地理
吉野川市の北東部に位置。山のない平坦地の東は名西郡石井町、北を吉野川が東流して、川は阿波市との境界となっている。
吉野川の南流を江川が並行し、両川に挟まれた字四ツ屋と先須賀は、1954年（昭和29年）に板野郡一条町から分離して、当地に編入合併された地域で、東西に長い。

### 河川
- 吉野川
- 江川

### 小字
| - 池田 - 池田前 - 市瀬 - 岸ノ上 - 岸ノ下 - 小原 | - 小原前 - 西條前 - 先須賀ノ一 - 先須賀ノ三 - 先須賀ノ二 - 先須賀ノ四 | - 先須賀 - 城ノ内 - 城ノ内裏 - 杉尾 - 高白 - 辻裏 | - 天神 - 中桑 - 中開西 - 中開東 - 西桑上 - 西崎 | - 西崎前 - 西外 - 西辻 - 西張 - 原 - 原ノ前 | - 東桑上 - 東外 - 東辻 - 宮間 - 宮間裏 - 明治開 | - 四ツ家前 - 四ツ屋 |  |

## 歴史
- 2004年（平成16年）10月1日 - 麻植郡鴨島町が川島町・山川町・美郷村と合併して吉野川市となり、現在の町名となる。

## 施設

吉野川市立牛島小学校

- 吉野川市立牛島小学校
- 杉尾神社
- 稲垣神社
- 西覚寺 - 阿波北方二十四輩霊場3番札所
- 圓通寺

## 交通

### 鉄道

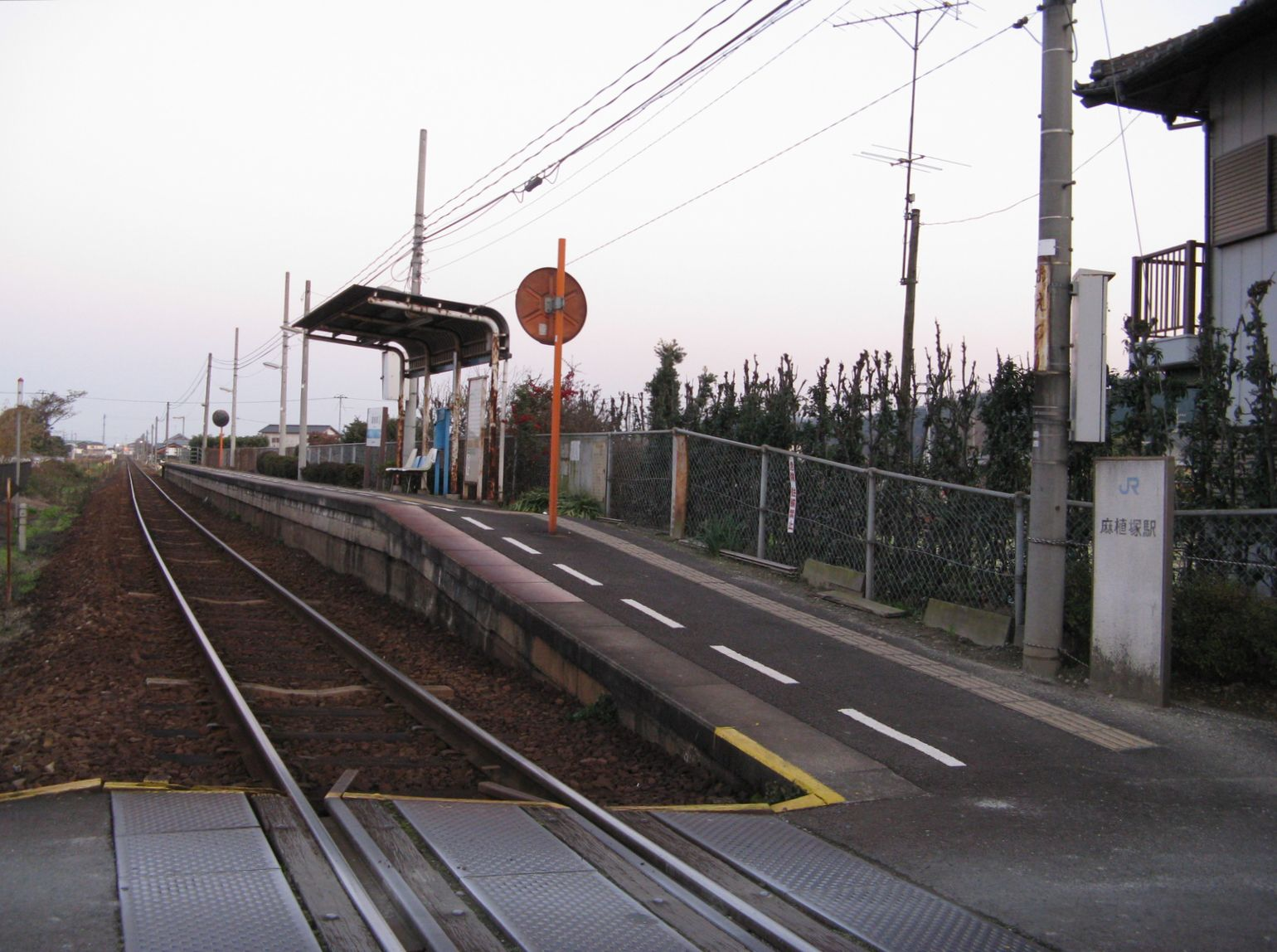
麻植塚駅

四国旅客鉄道（JR四国）徳島線が通り、牛島駅と麻植塚駅が設置されている。

### 道路
国道
- 国道192号

都道府県道
- 徳島県道30号徳島鴨島線
- 徳島県道122号板野川島線
- 徳島県道154号牛島停車場線
- 徳島県道235号宮川内牛島停車場線

### 橋梁
- 西条大橋 - 吉野川。徳島県道235号宮川内牛島停車場線。

## 出身者
- 稲垣監物 - 徳島藩士